# Sint-Barbarakapel (Emblem)
De Sint-Barbarakapel is een kapel in de tot de Antwerpse gemeente Ranst behorende plaats Emblem, gelegen aan de Oostmalsesteenweg.

## Geschiedenis
In de tijd van de Koude Oorlog kwam er in Emblem, in 1952, een militair kamp voor het Britse leger. Een nabijgelegen kamp, in Grobbendonk, sloot in 1970. Emblem werd toen het hoofdkwartier van de Britse legermacht. Er waren voorzieningen voor het personeel, waaronder een kapel.
In 1989 werd de sluiting van de Britse bases in België afgekondigd. Na 1992 bleef nog een kleine staf in Emblem en deze vertrok definitief in 2006. Het kamp, bekend als Kamp A, werd eigendom van de provincie. Opleidingen voor brandweer, ambulance en politie werden er gevestigd. Het overige deel zou worden herontwikkeld als bedrijventerrein.

## Kapel
De kapel werd gebouwd in 1955 en is een driebeukig bakstenen kerkje met voorgebouwde toren dat kantelen bezit en enigszins aan een Engels dorpskerkje doet denken. De middenbeuk werd overkluisd door het dak van een nissenhut.
In 1992 werd het kerkmeubilair overgebracht naar de Anglicaanse Sint-Bonifaciuskerk te Antwerpen. Ook de glas-in-loodramen uit de kapel kregen daar een nieuwe plaats.